# Alf Blütecher
Alf Blütecher (né le 7 février 1880 à Lardal, Norvège et mort le 5 mars 1959  à Oslo, Norvège) est un acteur norvégien actif dans le cinéma muet danois et allemand.

## Filmographie partielle
- 1915 : À bas les armes ! (Ned Med Vaabnene) de Holger-Madsen
- 1916 : La Fin du monde d'August Blom
- 1918 : Le Vaisseau du ciel de Holger-Madsen
- 1924 : Der Mönch von Santarem de Lothar Mendes
- 1926 : La Carrière d'une midinette de Victor Janson